# عبد الله بن دينار البهراني
عبد الله بن دينار البهراني أحد رواة الحديث النبوي، هو أبو محمد عبد الله بن دينار البهرانى الحمصى، قال عنه المزي: قال المفضل بن غسان الغلابى عن يحيى بن معين: شامي ضعيف، وقال إبراهيم بن يعقوب الجوزجانى: يتأنى في حديثه، وقال أبو حاتم الرازي: شيخ ليس بالقوى في الحديث، و قال الحاكم أبو عبد الله عن أبى على الحافظ: هو عندى ثقة، و قال الدارقطنى: لا يعتبر به، وذكره ابن حبان في كتاب الثقات، روى له ابن ماجة حديثا واحدا.
روى الحديث عن ابن أبي حريز مولى معاوية وعطاء بن أبي رباح وعمر بن عبد العزيز وكثير بن العلاء صاحب لأبى هريرة ومحمد بن مسلم بن شهاب الزهري ومكحول الشامي ونافع مولى ابن عمر وأبى عامر الشرعبى وأبى مالك الدمشقي، وروى عنه إبراهيم بن عبد الحميد بن ذى حماية وأرطاة بن المنذر وإسحاق بن ثعلبة الحميرى وإسماعيل بن عياش والجراح بن مليح البهرانى وسليمان بن عطاء الحرانى وسفيان الثوري ومعاوية بن صالح الحضرمى.